# نتائج منتخب السعودية لكرة القدم 2011
تعرض هذه المقالة مباريات ونتائج المنتخب السعودي لكرة القدم في عام 2011. خلال هذه السنة شارك المنتخب السعودي في مُنافسات كأس آسيا 2011 التي أُقيمت في الدوحة في قطر في الفترة من 7 إلى 29 يناير 2011. حيث جاء في المجموعة الثانية لكنه أُقصي من الدور الأول، بعد 3 هزائم أمام كل من سوريا (1-2) والأردن (0-1) واليابان (0-5).

## جدول المباريات

### مباريات ودية
| 4 يناير 2011 ودية | السعودية | 0–0   | أنغولا | الدمام، السعودية                                           |
| 17:45 (UTC+3)     |          | تقرير |        | الملعب: ملعب الأمير محمد بن فهد الحكم: وليد الشطي (الكويت) |

| 13 يوليو 2011 ودية                                             | الأردن           | 1–1 (ب.و.إ.) (3–4 ج)                | السعودية         | عمان، الأردن                                       |
| 21:00 (UTC+3)                                                  | - عبد الفتاح 10' | تقرير                               | - الشمراني 90+6' | الملعب: ستاد عمان الدولي الحكم: علي شعبان (الكويت) |
|                                                                | ركلات الجزاء     |                                     |                  |                                                    |
| جزاء مسجلة · جزاء مسجلة · جزاء ضائعة · جزاء مسجلة · جزاء ضائعة |                  | - محمد نور - معاذ - الشهيل - هوساوي |                  |                                                    |

| 16 يوليو 2011 ودية | الكويت       | 1–0   | السعودية | عمان، الأردن                                         |
| 21:00 (UTC+3)      | - المطوع 70' | تقرير |          | الملعب: ستاد عمان الدولي الحكم: سليمان جابر (الأردن) |

| 7 أكتوبر 2011 ودية | إندونيسيا | 0–0   | السعودية | شاه عالم، ماليزيا                                                    |
| 18:30 UTC+8        |           | تقرير |          | الملعب: شاه عالم الحضور: 150 الحكم: Mohd Nafeez Abdul Wahab (ماليزيا |

### كأس آسيا 2011
| 9 يناير 2011 كأس آسيا 2011 - المجموعة الثانية | السعودية     | 1–2   | سوريا             | الريان، قطر                                                              |
| 19:15 (UTC+3)                                 | - الجاسم 60' | تقرير | - الحسين 38'، 63' | الملعب: ملعب أحمد بن علي الحضور: 15،768 الحكم: كيم دونغ (كوريا الجنوبية) |

| 13 يناير 2011 كأس آسيا 2011 - المجموعة الثانية | الأردن     | 1–0   | السعودية | الريان، قطر                                                          |
| 16:15 (UTC+3)                                  | - بهاء 42' | تقرير |          | الملعب: ملعب أحمد بن علي الحضور: 17،349 الحكم: علي البدوي (الإمارات) |

| 17 يناير 2011 كأس آسيا 2011 - المجموعة الثانية | السعودية | 0–5   | اليابان                                  | الريان، قطر                                                               |
| 16:15 (UTC+3)                                  |          | تقرير | - أوكازاكي 8'، 13'، 80' - مايدا 19'، 51' | الملعب: ملعب أحمد بن علي الحضور: 2،022 الحكم: رافشان إيرماتوف (أوزبكستان) |

### تصفيات كأس العالم
| 23 يوليو 2011 تصفيات كأس العالم | السعودية                             | 3–0   | هونغ كونغ | الدمام، السعودية                                                                    |
| 20:45 UTC+3                     | - الشمراني 45+1'، 47' - المولد 45+3' | تقرير |           | الملعب: ملعب الأمير محمد بن فهد الحضور: 20،354 الحكم: فلاديسلاف تسيتلين (أوزبكستان) |

| 28 يوليو 2011 تصفيات كأس العالم | هونغ كونغ | 0–5   | السعودية                                                                   | هونغ كونغ                                                                  |
| 20:00 UTC+8                     |           | تقرير | - فلاته 34' - نور 71' (ركلة.) - الشمراني 73' - السهلاوي 79' - هوساوي 90+3' | الملعب: ملعب سيو ساي وان الرياضي الحضور: 1،402 الحكم: Võ Minh Trí (فيتنام) |

| 2 سبتمبر 2011 تصفيات كأس العالم | عمان | 0–0   | السعودية | مسقط، سلطنة عمان                                               |
| 19:00 UTC+4                     |      | تقرير |          | الملعب: ملعب السيب الحضور: 14،000 الحكم: عبد الرحمن عبدو (قطر) |

| 6 سبتمبر 2011 تصفيات كأس العالم | السعودية       | 1–3   | أستراليا                                | الدمام، السعودية                                                                |
| 20:30 UTC+3                     | - الشمراني 66' | تقرير | - كينيدي 40'، 56' - ويلكشير 77' (ركلة.) | الملعب: ملعب الأمير محمد بن فهد الحضور: 15،000 الحكم: يويتشي نيشيمورا (اليابان) |

| 11 أكتوبر 2011 تصفيات كأس العالم | تايلاند | 0–0   | السعودية | بانكوك، تايلاند                                                            |
| 18:00 UTC+7                      |         | تقرير |          | الملعب: ملعب راجامانغالا الحضور: 42،000 الحكم: رافشان إيرماتوف (أوزبكستان) |

| 11 نوفمبر 2011 تصفيات كأس العالم | السعودية                                    | 3–0   | تايلاند | الرياض، السعودية                                                            |
| 19:30 UTC+3                      | - هزازي 59' - الفريدي 80' - نور 89' (ركلة.) | تقرير |         | الملعب: ملعب الملك فهد الدولي الحضور: 32،500 الحكم: ليو كوك مان (هونغ كونغ) |

| 15 نوفمبر 2011 تصفيات كأس العالم | السعودية | 0–0   | عمان | الرياض، السعودية                                                      |
| 19:30 UTC+3                      |          | تقرير |      | الملعب: ملعب الملك فهد الدولي الحضور: 62،740 الحكم: محسن تركي (إيران) |